# Renault Project 900
La Renault Project 900, conosciuta anche solo come Renault 900, era un prototipo realizzato dalla Ghia per la Renault nel 1959.

## Contesto
Ne vennero realizzati due esemplari. Il primo aveva la carrozzeria color oro e aveva il motore montato nella parte posteriore e ciò, poiché l'abitacolo era avanzato, causava dei problemi col trasporto dei bagagli. Fu così che venne realizzato un secondo prototipo, che aveva il motore anteriore e che aveva subito dei cambiamenti estetici, come il colore della carrozzeria, che stavolta era verde. Altri cambiamenti estetici si hanno nella parte anteriore e posteriore della vettura (specialmente nei fanali), nelle ruote e negli interni. Tuttavia l'abitacolo avanzato dava un forte senso di insicurezza e l'idea di produrla in serie venne scartata.
Entrambi i prototipi avevano un motore V8, realizzato unendo due motori della Renault Dauphine, con una cilindrata da 1,7 litri e che sviluppava una potenza massima di 210 CV. Poteva raggiungere una velocità massima di 140 km/h.
La Project 900 è molto simile a un prototipo costruito nel 1957, la Project 600.